# Имер, Адам
Адам Имер (англ. Adam Imer; род. 18 августа 1989, Сидней) — бразильский хоккеист на траве, полевой игрок. Участник летних Олимпийских игр 2016 года, бронзовый призёр Южноамериканских игр 2022 года.

## Биография
Адам Имер родился 18 августа 1989 года в австралийском городе Сидней.
Играл в хоккей на траве за австралийские «Квинсленд Блэйдз» и «Нью-Саут Уэльс Уаратаз». В 2015 году в составе «Блэйдз» стал чемпионом Австралии.
В 2016 году вошёл в состав сборной Бразилии по хоккею на траве на летних Олимпийских играх в Рио-де-Жанейро, занявшей 12-е место. Играл в поле, провёл 5 матчей, мячей не забивал.
В 2017 году участвовал в Панамериканском чемпионате в Ланкастере, где бразильцы стали пятыми.
В 2022 году завоевал бронзовую медаль хоккейного турнира Южноамериканских игр в Асунсьоне.